# Antonia Bembo
Antonia Padoani Bembo (ca. 1640 – ca. 1720) was een Italiaanse componiste en zangeres.

## Biografie
Antonia Bembo werd geboren in Venetië. Haar ouders waren dokter Giacomo Padoani (1603-1666) en Diana Pareschi (1609-1676). Ze huwde de Venetiaanse edelman Lorenzo Bembo (1637-1703) in augustus 1659. Het echtpaar kreeg drie kinderen. In 1676 verhuisde Bembo naar Parijs, mogelijk om te ontsnappen aan een ongelukkig huwelijk. Aldaar zong ze voor Lodewijk XIV. Lodewijk XIV kende haar leefgeld en huisvesting toe in het Petite Union Chrétienne des Dames de Saint Chaumont, een relgieuze gemeenschap.
Antonia Bembo was een tijdsgenote van Élisabeth Jacquet de La Guerre en Barbara Strozzi. Naast Lodewijk XIV werd Bembo ook onder meer gesteund door Maria Adelheid van Savoye.

## Oeuvre
Er zijn zes delen van Bembo's muziek overgeleverd. Deze manuscripten worden bewaard in de Bibliothèque nationale de France onder de titel Produzioni armoniche. Het merendeel ervan is opgedragen aan Lodewijk XIV. Deze bundels bevatten naast muziek ook biografische informatie over Bembo. Deze konden gestaafd worden dankzij documenten die in 1992 gevonden werden in het Venetiaanse staatsarchief. Bembo studeerde in 1654 bij Francesco Cavalli. Bembo componeerde in zowat alle grote genres van de tijd, waaronder opera's, wereldlijke en religieuze cantates en petit en grand motetten. Haar werk combineert de Franse en Italiaanse stijlen van de tijd: ze gebruikt zowel de Italiaanse virtuositeit, als elementen uit de Franse dansmuziek. Een groot deel van haar werk is geschreven voor sopraanstem met basso continuo. Een bekend werk van haar is de opera L'Ercole amante, welke een libretto van Francesco Buti gebruikt.

### Werklijst
- Produzioni armoniche, 41 aria's en cantates in het Italiaans, Frans en Latijn. Het merendeel van de bevatte werken is voor sopraanstem en basso continuo. (vol. I)
- Te Deum voor 3 stemmen (vol. II, opgedragen in 1704 aan Maria Adelheid van Savoye)
- Serenata voor 5 stemmen (vol. II)
- 2 mottetti (vol. III)
- Te Deum voor 5 stemmen (vol. III)
- Salmo XIX, voor 3 stemmen (vol. III)
- Ercole amante, opera op een libretto van Francesco Buti (1707)
- Les sept pseaumes de David (vol. VI)